# 普舍尼奇涅 (瓦西里基夫區)
50°5′34″N 30°12′17″E / 50.09278°N 30.20472°E
普舍尼奇內（烏克蘭語：Пшеничне）是位於烏克蘭北部的村莊，由基辅州白采爾克瓦區的科瓦利夫卡市鎮負責管轄。該村始建於1988年，面積1.28平方公里，海拔高度202米，2001年人口645，人口密度每平方公里494.1人。